# César Portillo
César Eduardo Portillo Brown (Barcelona, 26 settembre 1968) è un ex cestista venezuelano.

## Carriera
Con il Venezuela ha disputato i Campionati mondiali del 1990 e tre edizioni dei Campionati americani (1989, 1993, 1995).